# Poa hubbardiana
Poa hubbardiana är en gräsart som beskrevs av Parodi. Poa hubbardiana ingår i släktet gröen, och familjen gräs. Inga underarter finns listade i Catalogue of Life.